# Meiko Nakahara
Meiko Nakahara (中原 めいこ, Nakahara Meiko) (Chiba, 8 mei 1959) is een Japanse zangeres.

## Discografie

### Studioalbums
- Coconuts House (1982)
- FRIDAY MAGIC (1982)
- Mint (1983)
- Lotos no Kajitsu (1984)
- CHAKI CHAKI CLUB (1985)
- MOODS (1986)
- PUZZLE (1987)
- Kimagure Orange Road Sound Color 3 (1988)
- Kagami no Naka no Actress (1988)
- 303 EAST 60TH STREET (1990)
- HIGH ENERGY (1991)
- ON THE PLANET (1991)

### Singles (selectie)
- "Kon'ya dake Dance Dance Dance" (1982)
- "Scorpion" (1983)
- "Emoushon" (1984)
- "UNBALANCE ZONE" (1987)
- "DAIYAMONDO Miwakenasai" (1990)
- "Fortune" (1991)